# Leukocytoza

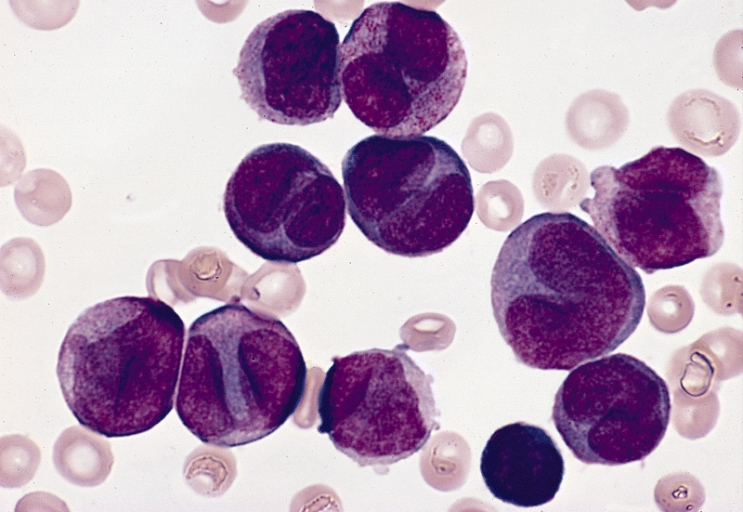
Leukocytoza

Leukocytoza – zwiększona liczba leukocytów (krwinek białych) w morfologii krwi obwodowej. Na ich ilość składają się różne rodzaje krwinek: neutrofile (40–75%), eozynofile (do 4%), bazofile (do 2%), limfocyty (20–40%) oraz monocyty (do 9%).
W zależności od tego, który z rodzajów leukocytów występuje we krwi obwodowej w zwiększonej liczbie (określanej po wykonaniu rozmazu krwi obwodowej), mówimy o neutrofilii, eozynofilii, bazofilii, limfocytozie lub monocytozie. Najczęściej jednak leukocytoza przebiega z neutrofilią.

## Norma
Prawidłowa liczba leukocytów u dorosłego człowieka wynosi od 4000 do 10 000 w 1 mm³ krwi.